# Sean Finning
Sean Finning (nascido em 22 de janeiro de 1985) é um ciclista paralímpico australiano, medalhista de prata na perseguição por equipes nos Jogos Paralímpicos de Verão de 2012 em Londres, além de ouro nos Jogos da Commonwealth de 2006.